# Sân bay Nalchik
Sân bay Nalchik (tiếng Nga: Аэропорт Нальчик) (IATA: NAL, ICAO: URMN) là một sân bay ở Kabardino-Balkaria, Nga, 3 km về phía đông bắc của Nalchik. Sân bay này phục vụ các loại máy bay cỡ vừa và nhỏ. Sân đỗ có thể chứa 12 máy bay phản lực cỡ vừa và 6 máy bay nhỏ. Sân bay có thể hoạt động 24/24 giờ trong ngày.
Có một đơn vị không quân đóng quân ở san bay này với máy bay vận tải hàng Antonov An-12.

## Các hãng hàng không và các điểm đến
- Alania Airlines (Moskva-Vnukovo, Moskva-Domodedovo)
- Elbrus-Avia (Moskva-Vnukovo)